# جوناثان ويلكينسون
جوناثان ويلكينسون (بالإنجليزية: Jonathan Wilkinson)‏ (1859 بإنجلترا في المملكة المتحدة - ) هو لاعب كرة قدم بريطاني في مركز الدفاع. لعب مع أكرينغتون.